# Tylec (archeologia)
Tylec – bok odłupka, wióra lub wiórka zatępiony stromym retuszem. Użycie tej techniki jest spotykane między innymi w przemysłach: szatelperońskim, graweckim, magdaleńskim, kapskim. Pozwala ona wytwarzać narzędzia o zakrzywionym lub prostym tylcu, zwane tylczakami.